# Kraft Foods Group

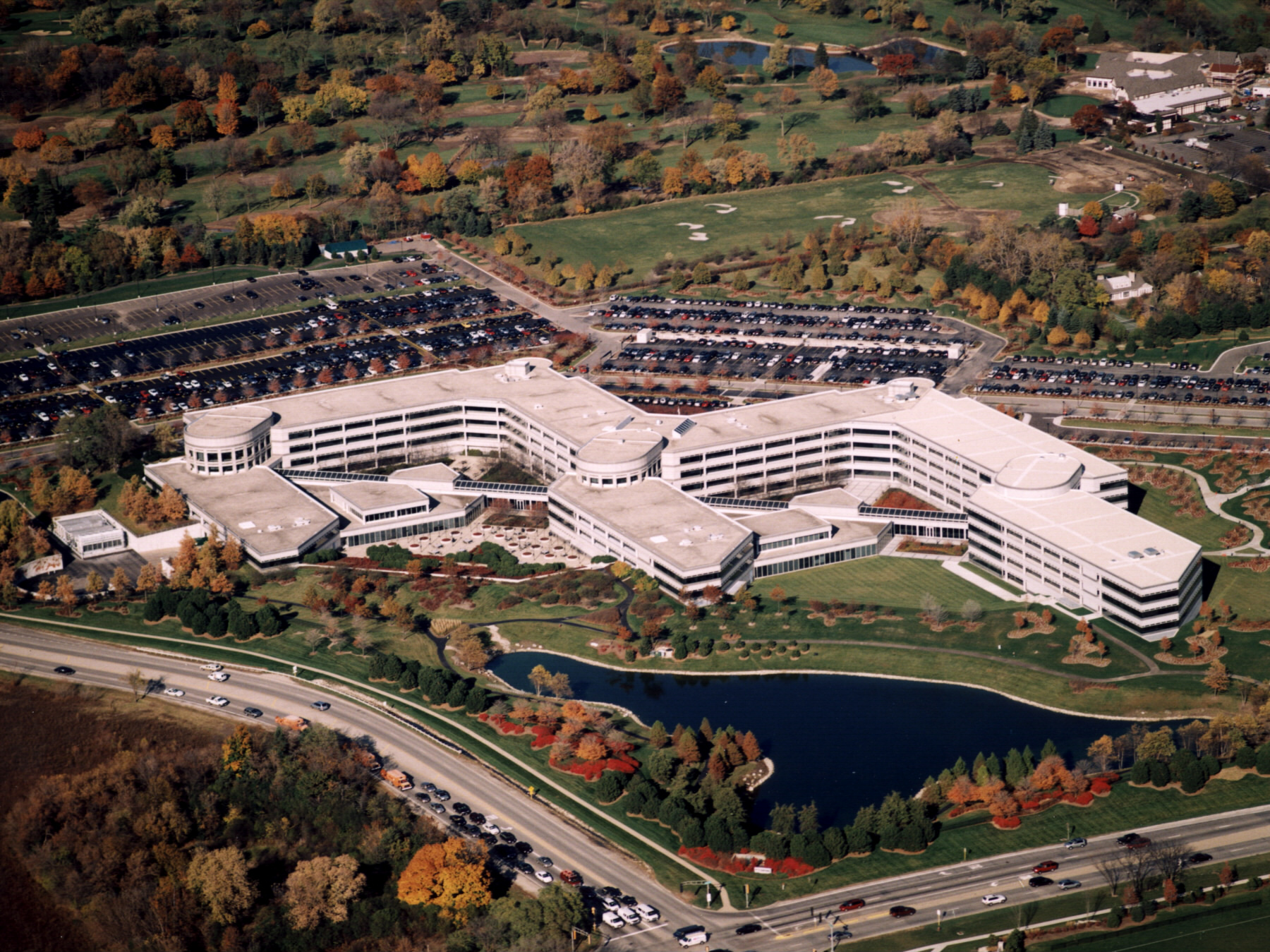
Kraft Zentralverwaltung in Northfield

Kraft Foods Group (NASDAQ: KRFT) war ein börsennotiertes US-amerikanisches Unternehmen, das in Nordamerika tätig war. mit Sitz in Northfield (Illinois), einem Vorort von Chicago. 
Das Unternehmen entstand 2012 durch Abspaltung aus dem ehemaligen Kraft-Foods-Konzern und fusionierte 2015 mit der H. J. Heinz Company zur The Kraft Heinz Company.

## Geschichte
Das Unternehmen ging am 1. Oktober 2012 aus der Aufspaltung von Kraft Foods in zwei eigenständige börsennotierte Gesellschaften hervor und war für die Lebensmittelaktivitäten auf dem nordamerikanischen Markt zuständig.
Während die Kraft Foods Group als Abspaltung gegründet wurde, entstand die andere weltweit tätige Unternehmenshälfte mit Fokus auf Snacks und Süßwaren durch Umbenennung und firmiert seitdem unter dem Namen Mondelez International. 
Im Juli 2015 fusionierte die Kraft Foods Group dann mit der H. J. Heinz Company zur The Kraft Heinz Company. Hierbei war der Investor Warren Buffett maßgeblich involviert.

## Kerngeschäft und Marken
Zum Kerngeschäft des Unternehmens gehörten Saucen, Getränke, Milchprodukte, Snacks und Convenient Food. Zu den wichtigsten Marken des Konzerns zählten unter anderem Kraft (inklusive Kraft Dinner, Kraft Singles, Kraft Mayo), Philadelphia, A.1. und Jell-O.

## Weblink
- Offizielle Website des Nachfolgeunternehmens (englisch)